# Gnosticisme
Cet article traite des gnostiques des premiers siècles de l'ère chrétienne. Pour une vision plus générale voir l'article Gnose

Reproduction d'une pierre d'Abraxas, talisman gnostique. Les lettres ΙΑΩ et l'inscription grecque ΣΕΜΕΣ ΕΙΛΑΜ signifient « Dieu Eternel ».

Le gnosticisme est l'ensemble des mouvements religieux qui se développent au cours des IIe et IIIe siècles dans les limites de l'Empire romain, caractérisés par la doctrine commune selon laquelle une connaissance (en grec : gnôsis) des mystères de l'humanité, du divin et du monde — résultat d'un enseignement ésotérique et d'une expérience initiatique menant à une révélation progressive — est possible et nécessaire au salut de l'âme après la mort. Le terme désigne aussi les différentes théories et recherches d'une telle connaissance, regroupant éventuellement des doctrines variées et multiformes. Ces doctrines incluent généralement l'affirmation que les âmes des êtres humains sont emprisonnées dans un monde matériel intrinsèquement mauvais, créé par un dieu inférieur, imparfait voire mauvais, le Démiurge ou Yahvé, à l'opposé duquel existe un autre dieu, supérieur et parfait, créateur des esprits et des âmes, plus éloigné, auquel une élite peut s'unir après la mort grâce à cette « connaissance ».
Longtemps, le gnosticisme n'a été connu qu'à travers les écrits de ses détracteurs : ceux de certains Pères de l'Église, au nombre desquels ceux d'Irénée de Lyon, dont sa Dénonciation et réfutation de la gnose au nom menteur, écrite pendant la deuxième moitié du IIe siècle. La découverte en 1945 d'écrits gnostiques dans la bibliothèque de Nag Hammadi, dont une première traduction complète a été achevée en 1977, a permis de renouveler la recherche sur le sujet.
Ce mouvement, dont les origines ne sont pas claires, connaît son apogée au cours du IIe siècle. Les sectes gnostiques ont ensuite progressivement disparu à partir du IVe siècle, mais il est visible qu'elles ont influencé d'autres mouvements, que certains qualifient également de gnostiques, comme le manichéisme, le marcionisme ou encore le bogomilisme.

## «Gnosticisme» et «Gnose»
Une définition précise de ce que sont le « gnosticisme » et la « gnose » n'est pas sans poser de difficultés, notamment parce que l'histoire de leurs apparitions reste difficilement accessible par suite d'un manque de sources. Néanmoins, à la suite d'un colloque au sujet de la Gnose tenu à Messine en 1966, dans le cadre d'un programme pour la traduction de la bibliothèque de Nag Hammadi nécessitant d'arriver à un consensus d'usage, des définitions a minima ont été retenues qui proposaient « par application simultanée des méthodes historiques et typologiques » les définitions suivantes : que le terme gnosticisme désigne un ensemble particulier de systèmes religieux du IIe siècle apr. J.-C. et que le terme gnose désigne une conception des buts de la connaissance, indépendamment des époques, décrits comme visant à une « connaissance des mystères divins » et celle-ci comme étant « réservée à une élite »,, même si elles ne sont pas exempte de critiques.
Selon une définition plus courante (du dictionnaire Le Robert), le gnosticisme — terme de création moderne — est l'ensemble des doctrines de la gnose, c'est-à-dire des doctrines des mouvements religieux centrés sur la recherche d'une « connaissance » (en grec : gnôsis) suprême du monde et du divin qui se sont développés dans l'Empire romain au cours des IIe et IIIe siècles apr. J.-C.
Le terme gnose est attesté depuis le deuxième siècle et se retrouve vingt-neuf fois dans les écrits canoniques du nouveau Testament pour désigner la connaissance suprême des choses divines que revendiquent ces mouvements, qui connaissent diverses manifestations à travers l'histoire et dont relèvent par exemple également des mouvements de pensée aussi divers que la kabbale, le manichéisme ou encore le mandéisme.
Cette définition du gnosticisme, ou plutôt des gnosticismes, ne lève pas pour autant tous les débats sur lesquels de ces mouvements on qualifiera de gnostique et la question reste disputée quant à savoir si l'on peut parler de gnosticisme pré-chrétien, si le gnosticisme était un phénomène concurrent du christianisme ancien ou si les mouvements gnostiques sont apparus au sein du christianisme et ont progressivement été condamnés et qualifiés d'hérésies par les courants dogmatiques dominants du christianisme de l'époque.
Néanmoins, et malgré la réalité variée des tendances gnostiques nourries de différentes traditions — grecques (hermétisme, pythagorisme et orphisme), judéennes (thème de la chute des anges) ou encore chrétiennes (thème de la venue du messie) —, le gnosticisme conserve « [une] spécificité intellectuelle et [une] originalité existentielle : la recherche et la réalisation de la connaissance […] qui est une illumination directe du dieu dans l'homme » et qui revêt pour ses adeptes un rôle essentiel dans l'accès au salut. Ces derniers cherchent à débarrasser leur âme des entraves d'une condition corporelle vécue comme un accident afin qu'elle puisse être rendue à son état supposé de pureté initiale et d'union avec la vraie divinité.

## Les sources de connaissance du gnosticisme
Les courants gnostiques anciens sont essentiellement connus à travers deux types de sources : indirectes d'une part, avec les nombreux écrits de leurs détracteurs (essentiellement leurs adversaires de la Grande Église), et directes d'autre part, avec leurs propres écrits plus rares mais récemment étoffés par la découverte en 1945 de la bibliothèque de Nag Hammadi.
Parmi le premier type de sources, on trouve les écrits d'Irénée de Lyon (Dénonciation et réfutation de la gnose au nom menteur) et ceux de l'auteur d'une Réfutation de toutes les hérésies (en), ceux de Clément d'Alexandrie, d'Origène (Commentaire de l'Évangile selon Jean) et d'Épiphane de Salamine (le Panarion). Parmi le deuxième type de sources, les textes gnostiques, on peut citer les textes coptes datant du IVe ou Ve siècle conservés dans le Codex de Londres ou Codex Askewianus, le Codex de Berlin et le Codex Bruce ainsi que les cinquante-deux traités de Nag Hammadi.
Irénée de Lyon, dont la Dénonciation a été rédigée entre 180 et 185, décrit dans les détails les doctrines gnostiques dualistes qu'il combat, de manière à prouver qu'il n'y a que peu de choses en commun entre le dualisme et la gnose et le christianisme tel qu'il le défend. Dans le Nouveau Testament, la Première épître à Timothée laisse entrevoir des dissensions au sein de la communauté paléochrétienne et dénonce la « prétendue gnose ». Les Actes des Apôtres mentionnent, pour le condamner, un prêcheur du nom de Simon le Mage. L'Apocalypse de Jean mentionne un diacre, Nicolas. Tous sont considérés par les hérésiologues chrétiens comme les premiers « gnostiques ».
La plupart des essais sur les mouvements gnostiques, faute de pouvoir s’appuyer sur des documents originaux, héritent des erreurs d’appréciation des réfutateurs chrétiens qui les combattent aux IVe et Ve siècles. Ces textes se recopient parfois les uns les autres, et omettent de tenir compte des autres mythologies, orientales, sur les vestiges desquelles le gnosticisme s'est aussi construit.
L’établissement d’une histoire précise des mouvements gnostiques est impossible à cause du flou des sources dont on dispose, et aussi de ce que les titres des quelques sources disponibles changent d’une version à l’autre et que leurs véritables auteurs restent inconnus. Enfin, très peu de vestiges archéologiques ou d'objets relatifs aux gnostiques ont été retrouvés.

### Quelques traités gnostiques

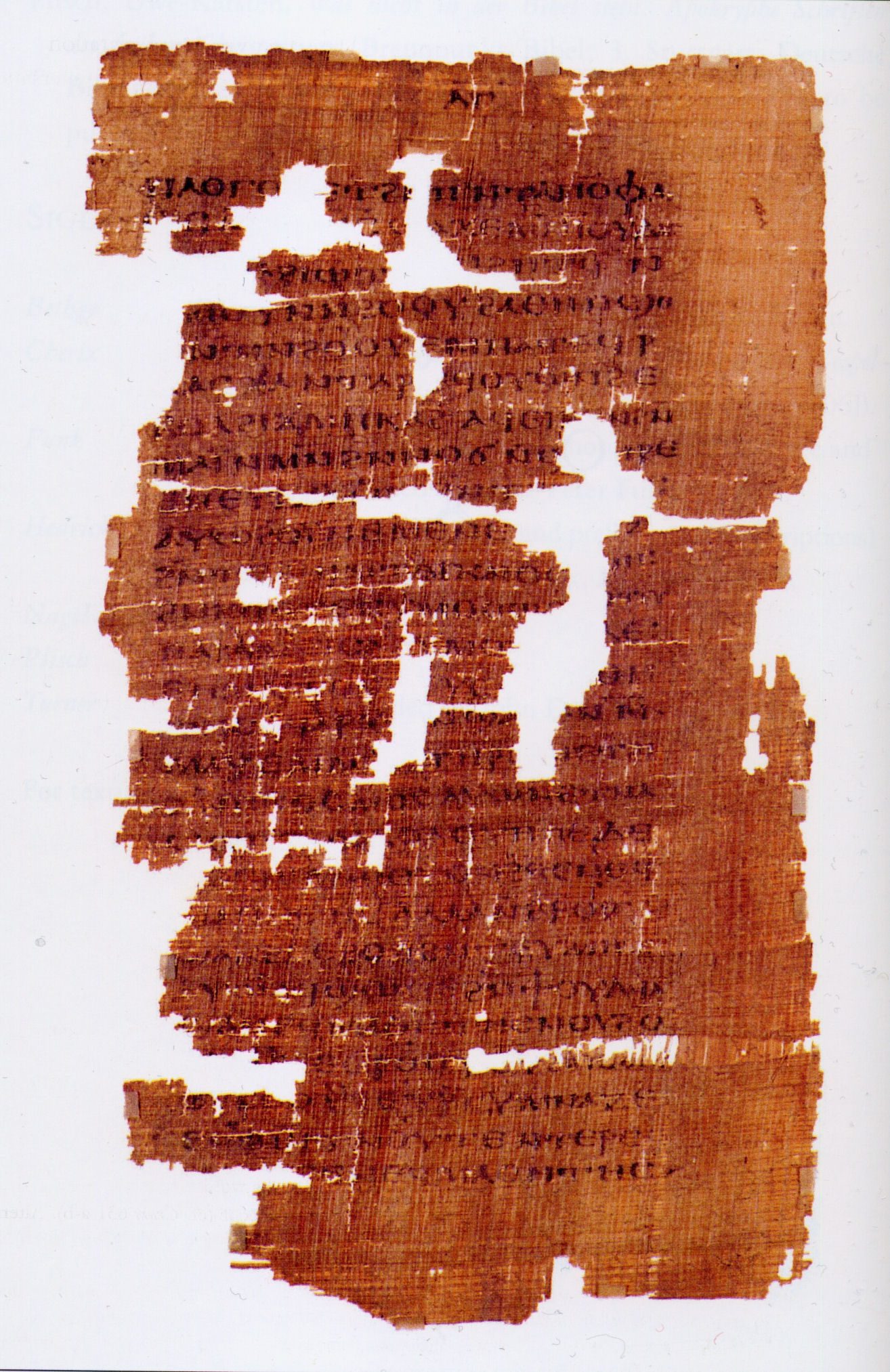
Ce papyrus témoin de l’Évangile apocryphe de Judas a été retrouvé à Nag-Hammadi.

Sur la période du Ier au Ve siècle, des sectes gnostiques se sont développées en particulier en Égypte.
On a retrouvé, à partir de 1800, des textes gnostiques dans des nécropoles égyptiennes. Un Évangile de Marie, un Livre secret de Jean et une Sophia de Jésus-Christ ont ainsi été vendus en 1896 en Égypte, dans un même lot de parchemins.
En décembre 1945, plus de quarante écrits ont été retrouvés dans une jarre à Nag Hammadi, en Haute-Égypte, dont des écrits de sectes orientales, mais aussi des textes apocryphes chrétiens et des écrits gnostiques. Cependant, cette bibliothèque n’est qu’un « instantané » de la pensée gnostique de l'époque, les textes en étant, à ce qu'on sait, constamment remaniés et modifiés au cours de leur histoire.
Parmi les écrits de nature gnostique, on peut citer l'Évangile de la vérité, l'Évangile selon Thomas, l'Évangile selon Marie ; la Pistis Sophia, l'Évangile de Judas, le Livre des secrets de Jean, le Livre sacré du Grand Esprit invisible ou encore l'Apocalypse d'Adam.
Par ailleurs, s'il existe des parallèles et des ressemblances entre l'Évangile selon Jean et le gnosticisme, beaucoup de spécialistes doutent que cet évangile ait emprunté au gnosticisme.

## Histoire du gnosticisme

### Origines
Si les hérésiologues font remonter le gnosticisme au Ier siècle en l'associant à Simon le Magicien et ses successeurs, la recherche actuelle postule plutôt que le phénomène est né et s'est affirmé aux environs du IIe siècle dans les grandes cités hellénistiques puis s'est développé dans le reste de l'Empire romain au cours des IIe et IIIe siècles.
Les origines du gnosticisme sont l'objet d'un large débat. Il est difficilement possible de proposer une explication ou une origine uniques à cet ensemble, constitué de doctrines diverses et disparates dont il n'est pas davantage possible de restituer une histoire linéaire ou de décrire précisément les éventuels liens de parenté, ni même de trouver des sources d'inspiration communes, elles-mêmes variées. Le gnosticisme ne semble ainsi à certains pas réductible à « une grande nébuleuse, marquée par l'anticosmisme, le dualisme, l'encratisme, etc. » mais plutôt à considérer comme « un ensemble de croyances concrètement enracinées dans les sociétés de l'Antiquité tardive avec des tendances communes [et des] traits particuliers ».
Les débats ont pu proposer, entre autres hypothèses sur les origines du gnosticisme, tantôt un christianisme hellénisé teinté de dualisme platonicien, tantôt une dissidence d'un judaïsme lui aussi hellénisé, ou ont présenté ses mouvements comme des formes spécifiques d'un phénomène général sans, d'ailleurs, que ces positions soient exclusives les unes des autres. En tout état de cause, pour diversifiés qu'ils soient, les mouvements gnostiques entretiennent des rapports — certes « ténus et embrouillés » — avec les divers mouvements du christianisme alors en voie de constitution.

### Expansion
Selon les descriptions des hérésiologues, c’est dans un cadre géographique allant de la vallée du Jourdain à l’Asie Mineure que des communautés gnostiques apparaissent à partir de l’époque des apôtres. Simon par exemple enseignait la Gnose. On retrouve mention dans certains textes de Nicolaïtes à cette époque à Samarie et à Antioche et les réflexions de ces derniers sur des textes de ce qui n'est pas encore notre Ancien et du Nouveau Testament, et certains autres considérés comme apocryphes, sont marqués par l’hellénisme. Parmi ces textes, le livre des Jubilés et le Livre d'Hénoch sont peut-être les plus significatifs.
Vers 120, le gnosticisme gagne Alexandrie, et se développe autour de Basilide, Carpocrate et Valentin. Ce dernier se rend vers 140 à Rome où des sectes fortement influencées par des éléments orientaux continuent d’affluer. Les sectes gnostiques se propagent ensuite notamment en Espagne. En l'absence d'autres sources, on mesure l'influence du gnosticisme à la force et au nombre de ses réfutations.

## Les courants gnostiques antiques
De nos jours, les historiens du gnosticisme isolent différents courants d'origine chrétienne parmi lesquels un hypothétique courant séthien, le courant valentinien, le courant encratite, le courant cérinthien ou encore le courant hermétique. Certains auteurs isolent d'autres courants d'origine non chrétienne, au nombre desquels les Ophites ou Naassènes, les Barbélognostiques, les Pérates, etc. auxquels on peut ajouter le courant « antinomiste et libertin » de Carpocrate et de son fils Épiphane le gnostique. L'existence même de certains de ces courants, à l'instar des Caïnites, semble douteuse à certains, qui les pensent avoir été inventés par les hérésiologues.

### Les maîtres gnostiques

#### Simon le Magicien
Simon le Magicien (Ier siècle), présenté comme un élève ou condisciple de Dosithée de Samarie, a longtemps été considéré à la suite des hérésiologues de la Grande Église comme le premier hérétique. D'après ces derniers, ses disciples seraient devenus gnostiques après la catastrophe de 70 (la destruction du Temple de Jérusalem), et auraient formé la secte des séthiens dont, cependant, l'existence même est débattue, du moins comme communauté gnostique particulière. L'hérésiologie présente son successeur Ménandre le gnostique comme le maître de Satornil (ou Saturninus) d'Antioche, lui-même considéré par d'aucuns comme le premier véritable gnostique.
Si l'appartenance de Simon le magicien aux courants gnostiques est abandonnée par une partie de la recherche contemporaine, un courant gnostique simonianiste apparu au IIe siècle a bel et bien existé.

#### Basilide
Basilide exerce son activité de 125 à 155 à Alexandrie. Auteur de vingt-quatre Exegêtica (Expositions) et de son propre évangile, il est un des premiers maîtres gnostiques. À l'origine ses réflexions se concentrent, comme chez beaucoup de gnostiques, sur l'existence du mal. Il met l'accent sur la transcendance absolue de Dieu. La pensée de Carpocrate en est assez proche. Le fils de Basilide, Isidore le gnostique, enseigne à sa suite et les fragments conservés de leurs écrits ne semblent pas correspondre aux restitutions qu'en font les hérésiologues ultérieurement. L'existence d'une école ou communauté basilidienne est largement attestée dans la première moitié du IIIe siècle.

#### Valentin
Valentin est un des plus importants maîtres gnostiques et l'auteur d'un Évangile de Vérité. Originaire d'Alexandrie où il commence à développer sa théogonie, il s'installe à Rome vers 140 et y enseigne jusque vers 160, époque à laquelle il rompt avec la communauté chrétienne locale et retourne dans sa ville natale. Son enseignement connaît un certain succès et se poursuit au travers de deux écoles valentiniennes, l'une, orientale, incarnée par Théodote et Marc le Mage, l'autre, occidentale, incarnée par Ptolémée le gnostique et Héracléon.

#### Marcion
Le rapport de Marcion au gnosticisme est fort débattu. Une tradition en fait un disciple d'un gnostique nommé Cerdon mais un auteur antique comme Celse distingue dans son Discours véritable les marcionites des gnostiques. Les études de von Harnack ont proposé un Marcion éloigné du gnosticisme mais cette position est contestée et le débat reste ouvert.
En tout état de cause, s'il existe bien des traits communs entre la doctrine de Marcion et certaines doctrines gnostiques, il existe de nombreuses différences. Pour Marcion, c'est la foi (pistis) — et non la gnose (gnosis) — qui joue le rôle principal dans l'accès au salut, à telle enseigne qu'on a parlé à son sujet d'un « paulinisme exacerbé ». Sur le plan exégétique, Marcion entend se fonder exclusivement sur l’Écriture judaïque et chrétienne et, à la différence des gnostiques, réfute toute théogonie concernant le monde divin. Néanmoins, une partie de la recherche actuelle décèle chez lui des influences encratites, antilégalistes et docètes, autant de traits qui tendent à le rapprocher du gnosticisme chrétien.

## La mythologie gnostique
Les cosmogonies et théogonies des auteurs gnostiques abordent la plupart des thèmes mythologiques et eschatologiques de leur époque, et les réinterprètent en s'appuyant sur des "révélations" secrètes ou sur un mythe total portant sur l’origine et la création du Monde, l’origine du Mal, le drame du Rédempteur Divin descendu sur terre afin de sauver les hommes et la victoire finale du Dieu transcendant conduisant à la fin de l’Histoire et l’anéantissement du Cosmos.
Un point de départ de gnose est la considération par l’individu de sa situation et de sa condition dans ce monde : Qui est il? Pourquoi se sent-il étranger dans ce monde? Qu’était il à l’origine? Comment pourrait il éventuellement revenir à cette situation initiale ? C’est ensuite la révélation d’une Chute passée et de la notion que le Bien et le Mal sont deux éléments inconciliables et absurdement mêlés ici-bas à la suite de cette chute contraire à la volonté du vrai dieu. La révolte intime de l'individu contre le Mal lui est alors présentée comme la preuve de son appartenance au Bien, à un absolu parfait extérieur à ce monde.
L’humanité lui est présentée comme divisée en trois catégories :
- celle de ceux qui se sentent (donc, se savent) pourvus d’une perfection innée et dont la nature est Esprit : les Pneumatiques (pneuma veut effectivement dire « esprit » en grec) ou Spirituels ou Élus. Ils sont ceux qui sont prédestinés au Salut hors de ce monde après la mort.
- celle de ceux qui ont une Âme mais point ou trop peu d’Esprit, mais pour qui le Salut de l'âme hors de ce monde après la mort peut être atteint : ce sont les Psychiques, ceux qui peuvent être sauvés au prix d'un effort personnel de connaissance, d'une conversion et d'une pratique de la justice[51] ;
- enfin, celle de ceux qui sont dépourvus et d’Âme et d’Esprit, et qui sont uniquement constituée d’éléments matériels : les Hyliques, dont les âmes sont vouées à rester emprisonnées dans ce monde et à s'y réincarner, éventuellement en un humain d'une autre catégorie ou de la leur jusqu'à leur destruction comme le reste de la matière à la fin des temps.

Le but premier du gnostique est la délivrance de sa parcelle divine, aliénée dans le monde matériel corrompu, et sa remontée après la mort à travers les sphères célestes vers le monde de la plénitude. Cette délivrance passe par la Gnose : la connaissance par l'individu de la vraie divinité, des structures mystérieuses du Cosmos, de l'histoire passée et future de celui-ci et de la nature de son propre esprit.
Le principal aspect de la Gnose porte sur les origines de la présence de l'Humanité et du Mal dans le monde matériel. Le mal est présenté comme inhérent au monde matériel et la présence de l'humanité dans celui-ci comme due à la chute accidentelle d’éléments du cosmos supérieur dans le cosmos inférieur, matériel, temporel et sexué, au fond duquel les éléments du cosmos supérieur se sont disjoints, dispersés et sont maintenant emprisonnés sans pour autant avoir perdu de leur pureté.
Le second aspect de la Gnose vise la destinée de l’humanité dans ce cosmos. Celle de ce dernier est la dissolution finale de sa matière et celle de l'humanité est la libération des esprits des élus et des parfaits qui y étaient emprisonnés et leur retour à l'unité parfaite intemporelle avec la plénitude.
De même que le cosmos inférieur (matériel) n’est qu’une copie maladroite du cosmos supérieur, seul à avoir été organisé par une intelligence authentiquement créatrice, de même, l’humanité terrestre est l’image imparfaite du modèle céleste. Il y a eu une Chute de l'humanité dans le monde, et il y a pour une partie d'elle une possibilité de libération hors de celui-ci.
Pour les Élus, le Salut peut être personnel. Pour les autres le Rachat se fera après une eschatologie générale ayant pour terme la destruction de l’univers matériel.

### Du Pro-Père au Démiurge
- Le Pro-Père

À l'origine de tout il y a un Éon parfait, invisible, inconçu et éternel (une des significations de éon), habité par un être absolu et immuable, le Pro-Père, replié sur lui-même et coexistant avec sa pensée, qui est, elle, silence absolu.
De cette unité primitive du Pro-Père et de sa pensée-silence émane une image du Père. Cette Émanation capable d’engendrer se dégage du repli sur soi primordial et suscite l’apparition des trente éons hiérarchisés du Plérôme.
- Le Plérôme

Plérôme est un terme grec signifiant « plénitude » et désignant le monde céleste formé par l'ensemble des trente éons, monde que le gnostique rejoindra après la fin de son aventure terrestre. Parmi ces éons : Monogène, Logos, la Mère céleste, l'Homme primordial (ou Adam), le Fils de cet Homme primordial (ou Seth), la grande Génération des Fils de l’Homme primordial, Sophia (La sagesse, parfois qualifiée de lascive), etc. Ces éons vont par couples féminin/masculin, appelés aussi Syzygies. Ils sont, en même temps que des personnifications de concepts, des univers à part entière, infinis et éternels, reproduisant le schéma général du Plérôme Inengendré suprême.
- Les Trois schémas de la lutte de la Lumière et de la Matière

L’opposition entre le monde parfait de la Lumière et celui, imparfait, des Ténèbres et de la Matière peut suivre trois schémas.
Le schéma le plus radical met une subite agression des Eaux ténébreuses préexistantes d'en-bas contre la Lumière d’en-haut à l’origine de la création du monde matériel. L'attaque se déroule dans l’espace intermédiaire d’un troisième principe, l'Air ou le Vide. On retrouve ce thème chez les bogomiles et les manichéens.
Plus fréquemment, dans la Lumière d’en-haut qui préexiste à toute création, un accident engendre une puissance difforme et ignorante, l'éon Ialdabaôth (en hébreux "fils du chaos"), qui devient éon de ténèbres puis le monde matériel. La Lumière entreprend alors une œuvre salvatrice pour anéantir cet éon maléfique. Selon une première variante, Sabaôth (en hébreux "dieu des armées", un des attributs de Yahvé...), éon engendré par Ialdabaôth, découvre l'existence de la Lumière et est finalement mis par les puissances supérieures à la place de son père pour engager le monde matériel vers le salut.
Selon une variante, Ialdabaôth revient de lui-même au monde supérieur.
Diverses divinités considérées comme perverses, sont liées au monde matériel, tel le Démiurge, le dieu créateur de la Bible. À noter que les gnostiques n’emploient pas le terme « Dieu » pour désigner l’Être suprême dont tout le monde supérieur émane.
- La Chute et la Rédemption de Sophia

L'éon Sophia, la sagesse, a été prise d’égarement. Elle s’est prise d’amour pour le monde matériel, ou son reflet dans celui-ci. Elle y est descendue et s’y est enlisée.
Une autre version dit que Sophia, emportée par sa vanité, a voulu ressembler à l’Entité suprême en engendrant, seule et sans sa contrepartie masculine. S’est ensuivi l’apparition d’un être difforme, Ialdabaôth, que Sophia a caché sous un voile qui a formé le ciel, limite entre le monde supérieur et un monde inférieur. Sous ce voile, Ialdabaôth ignorait tout de la Lumière et du monde supérieur, ne disposant en son sein que d’une étincelle céleste héritée de sa mère, elle-même exilée du monde supérieur après sa faute. Dans l’abîme Ialdabaôth a engendré la matière. Il est devenu le Démiurge. Il s’est uni à l'éon Ignorance et a engendré les Archontes, chacun étant lié à une constellation du zodiaque ou à une planète. Des archanges et des anges leur ont été associés. Ensuite, le repentir de Sophia a touché des puissances supérieures qui l'ont tirée de l’Abîme et l'ont établie aux abords inférieurs du monde de la Lumière, au purgatoire, où elle attendit d’être plus complètement relevée de sa déchéance. Sophia est en effet responsable de l’erreur qui a abouti à sa chute vers la matière et son retour en tant qu'élément féminin à sa contrepartie masculine reste pour eux deux une condition indispensable à leur retour à la perfection céleste.
Le Principe Féminin a toujours un rôle important parmi les éons. Des figures féminines jouent des rôles prophétiques. Les gnostiques ne semblent pas tous considérer la femme comme inférieure à l’homme. Par exemple, l'Évangile de Marie-Madeleine accorde à la figure de celle-ci une place au moins aussi importante qu'aux apôtres.

### Le destin de l'Humanité
Parmi les éons, il y a l’Homme primordial, ainsi que le Fils de l’Homme primordial. C’est à partir de son propre reflet que le Démiurge aidé de ses Archontes a décidé de fabriquer l’Homme primordial. Le Pro-Père, grâce à ses anges déguisés en autres Archontes, a suggéré au Démiurge d’insuffler un esprit de Lumière dans l'Adam. La Lumière a ainsi été transmise à l’Humanité.
De rage, les Archontes du Démiurge ont emprisonné Adam dans l'Éden, décrit comme un lieu terrible, mais dans lequel les puissances d’en-haut ont caché la Gnose et la Vie, dans le fruit défendu, et envoyé un Sauveur sous la forme d'un Serpent pour inciter Adam et Ève à s’emparer de ses secrets.
Les Archontes du Démiurge ont aussi installé en Adam un second esprit, le Contrefacteur, qui combat sans cesse ceux des mouvements de son Esprit qui sont tirés vers le haut. Le premier couple est expulsé de l'Éden par le Démiurge, furieux, qui souille Ève de sa lubricité et engendre Caïn et Abel. La vraie postérité d’Adam ne commence qu’avec Seth, dont seule la descendance, les Parfaits, est promise au Salut. Le Démiurge envoie le Déluge pour anéantir les Parfaits, mais Noé s’abrite avec les siens dans l’Arche et c’est finalement seulement la lignée née de l’union des Anges du Démiurge et des Filles de la Terre qui est anéantie.
Les Archontes du pro père étant liés aux éléments de la voûte céleste et aux planètes, chaque partie de l’Homme, physique ou psychique, appartient souverainement à l'Archonte de la voûte céleste qui l’a façonné. Une âme descend dans le corps de chaque fœtus en traversant l’un après l’autre chacun des cieux, et, en fonction du moment de son passage, celle-ci reçoit telle ou telle disposition par laquelle l’individu restera soumis aux astres et aux planètes. Les Archontes insinuent aussi dans le fœtus l’esprit Contrefacteur destiné à contrarier les pulsions éventuelles de l'individu vers le Salut.
Le mélange de tous ces facteurs entraîne des degrés de perfections fort différents d'un individu à l'autre qui expliquent l'existence des trois grandes catégories de l’humanité (pneumatique, psychique ou hylique).

### L’Eschatologie gnostique
Le Démiurge ne cesse d’envoyer contre les Parfaits des cataclysmes et des persécutions. Il faut réveiller les Élus en leur rappelant leurs origines célestes. Pour cela, des Sauveurs et des Prophètes sont envoyés d’en-haut pour dispenser confidentiellement leurs révélations. L’acte final du Salut de l’Humanité est la descente d’une Puissance de Lumière jusqu’au fond des Enfers.
L'acte final du Salut de l'humanité, l'Oeuvre Salvatrice de la Descente de la Mère Céleste dans les Abîmes où l’Humanité est prisonnière rappelle le mythe de la descente d’Ishtar aux enfers. Dans celui-ci, Seth a eu une incarnation céleste, et des mages, dont Zoroastre, sont les Prophètes gardiens de l’enseignement secret à Adam et Seth. La figure de la Mère Céleste est alors remplacée par celle de Seth puis celle-ci par celle du Christ Sauveur.
Annoncé par un signe des cieux, le Sauveur descend des cieux inférieurs d’abord déguisé en Archonte, puis revêtu de toute sa gloire. Les gnostiques répugnant à l’idée d’incarnation du Sauveur, celui-ci est le plus souvent incorporel. Dans certaines versions du mythe le Sauveur doit subir les conséquences humiliantes de l’incarnation pour transmettre son message à quelques élus avant de retourner au Ciel. Parfois il oublie sa mission et doit être lui-même sauvé (mythe du « Sauveur Sauvé »).
L’Amnésie comme oubli de sa condition/destinée originelle est un thème spécifiquement gnostique. En se tournant vers la Matière, l’âme oublie sa propre identité. C’est la mort spirituelle. Le mythe du Sauveur Sauvé tourne autour de cette notion d’amnésie, qu’illustre l'Hymne de la Perle, dans les Actes de Thomas.
La découverte du principe transcendant à l’intérieur de soi-même constitue l’élément central de la religion gnostique. Cette (re)découverte, l’Anamnèse, a lieu grâce à un messager divin et à la Gnose.
L'Oubli est bien illustré quand le Messie dit sur la croix: « Mon peuple se perd faute de connaissance » ( Osée 4v6).
Le symbole du Sommeil est également utilisé dans les mythes gnostiques. C’est un symbole archaïque universellement répandu dans les récits de quêtes d’initiation, le réveil signifiant le retour au point de départ, à l'origine. Ne plus être endormi c'est pouvoir s'adresser à l'étincelle d'esprit qui gît en soi. Être « réveillé », c'est non seulement être pleinement conscient mais vivre selon l'esprit, ce qui veut dire : être dans le monde de l’esprit.
L'état de mort est souvent évoqué par les gnostiques dans le même sens que le sommeil. (Dans le Bouddhisme le sommeil est aussi appelé la petite mort.)
Dans l'Évangile de Luc, chapitre 3 versets 31-40, Jésus, dans une parabole, rappelle à tout homme qu'il doit rester éveillé et prêt à l'avènement du Fils de l'homme.
Finalement, le Rédempteur remonte aux Cieux en traversant la première voûte céleste à l’endroit d’un X gigantesque considéré comme étant une Croix céleste et cela est l'occasion d’un bouleversement céleste et du détachement des Archontes de leurs astres ou planètes . Ce rapprochement entre la crucifixion est le X céleste est déjà attesté à Rome au moment de l’avènement d’Auguste, et il est déjà le symbole de l’abolition de la Fatalité astrale.
Les gnostiques pensaient la Fin des Temps proches. Des livres prétendument gardés secrets étaient présentés comme venant d’être ressortis de leurs cachettes. Pour les Parfaits, l’enseignement portait sur les mystères de la descente puis de l’ascension du Sauveur/Christ à travers les sept cieux habités par les Anges, et sur l’eschatologie individuelle, c'est-à-dire l’itinéraire mystique de l’âme de chacun après sa mort. Cela faisait écho, dans l’ésotérisme juif et d’ailleurs, à l’ascension de l’âme et à son accès aux secrets du monde céleste.

### L’âme après la mort
Un certain nombre de mouvements gnostiques, chrétiens et non-chrétiens, ont accepté la doctrine de la réincarnation.
L’individu étant supposé asservi aux puissances des cieux qui l’ont façonné, les gnostiques pensaient pouvoir réduire le pouvoir de celles-ci en employant des conjurations contenant les noms secrets de ces puissances. Ils mettaient également en place des rites pour échapper aux égarements de l’esprit Contrefacteur. Au moment de leur mort, selon eux, les âmes des Élus munis de tous les sacrements gnostiques faisaient leur ascension à travers les cieux, sans retour. Elles présentaient les sceaux aux gardiens et les portes leur étaient ouvertes.
Des âmes des autres humains, celles des moins souillés seraient purifiés dans les Purgatoires des espaces célestes, montant parfois d’une sphère (d'un ciel) à l’autre lors d’une conjonction astrale.
Mais les âmes de bien des malheureux seraient rejetées vers le bas pour être tourmentées en Enfer, avant d’être soumises à l’Oubli de leur vie précédente et rejetées dans de nouveaux corps.

### La morale gnostique
Les gnostiques pensant le corps charnel asservi dans ses actes et ses passions à la souveraineté des planètes et des astres estimaient que l'Homme était par ailleurs pourvu d'une grâce capable de le délivrer des conséquences de ses actes, et n'avaient pas nécessairement de notions de moralité individuelle très strictes.
La gnose pouvait donc aussi bien conduire à un ascétisme rigoureux qu'à certaines libéralités, (en opposition volontaire avec certaines lois bibliques). La chair appartenant à la matière, qui était pour eux d'origine spirituelle, une certaine sexualité n'était pas réprouvée, bien au contraire. Les pratiques licencieuses de certains groupes gnostiques, réprouvées par leurs opposants chrétiens, n'étaient cependant pas nécessairement suivies par tous les groupes gnostiques.
Enfin, certains cultes à mystère grecs pouvaient être à l'origine de comportements érotiques à valeur sacramentelle particulière, destinés par exemple à célébrer l'union avec Sophia-Gaïa, comme chez les Naassènes.

### Hiérarchie et rites gnostiques
Il y aurait eu trois grades chez les gnostiques : les « Commençants », les « Progressants » et les « Parfaits ». L'enseignement ésotérique aux fidèles gnostiques portait sur les symbolismes du Baptême, de l’Eucharistie, de la Croix, sur les Archanges et sur l’interprétation de l’Apocalypse. L'enseignement gnostique était secret dans la mesure où il était fait de manière orale. Par ailleurs, pour éviter d'être repérés par leurs détracteurs, les fidèles des sectes gnostiques dissimulaient leur appartenance à celles-ci et évitaient des manières de vivre voyantes. On connaît mal l'organisation interne des sectes gnostiques. Des témoins anciens, seul Épiphane a essayé de pénétrer leur vie.
Les Parfaits étaient voués au respect de tous les préceptes de la Gnose et leur identité était effacée par quelque surnom à connotation mystique. Les simples Fidèles continuaient leurs existences impures en subvenant aux besoins des Élus. Les fondateurs de sectes, et parfois leurs successeurs, étaient présentés comme des Prophètes ou des incarnations de Puissances célestes. À des fins de conciliation, les gnostiques se présentaient aux chrétiens d'abord comme semblables à eux, ne mettant en avant que celles de leurs doctrines qui étaient les plus proches des leurs, puis leur posaient des questions destinées à les ébranler. De même, ils modifiaient certains de leurs textes pour leur donner une apparence plus orthodoxe.
Enfin, tout comme le christianisme se répandait par la thaumaturgie, la gnose attirait par la magie et l'astrologie, lesquelles étaient très répandues au début de l’ère chrétienne et tiennent une place très importante dans les écrits gnostiques.
Les rites étaient divers. Les uns individuels, les autres collectifs, destinés aux divers échelons des initiés, et donc plus ou moins secrets. Il s'agissait principalement de baptêmes, d'onctions, d'impositions des mains, de communions, d'agapes et d'unions spirituelles plus ou moins symboliques. Dans certains groupes, la frontière entre la Gnose et les magies gréco-orientales était très perméable.

## Antécédents et survivances du gnosticisme
Le dualisme n'est pas une spécificité des gnostiques des premiers siècles mais se retrouve dans le zoroastrisme, bien antérieur, et dans de nombreux cultes à mystères autour du bassin méditerranéen. L'idée gnostique est présente au sein de la Kabbale.
En Iran, le prophète Mani opère une vaste synthèse de nombreux enseignements gnostiques, connue sous le terme Manichéisme, et Audi est un chrétien qui se sépare de l’Église après Nicée. On trouve aussi des « kantéens ».
De l’Orient, le gnosticisme pourrait s'être étendu jusqu’à la Chine.
Certains chercheurs de la première moitié du XXe siècle ont avancé que des idées gnostiques ont circulé parmi les bogomiles et les cathares du Moyen Âge, sans qu'on sache si celles-ci descendent de celles de groupes gnostiques ayant survécu depuis l'Antiquité, ou s'il s'agit de résurgences suscitées par la transmission d’écrits gnostiques chrétiens.
On trouve des traces de pensée gnostique chez les Ranters (en), le Libre-Esprit et divers mouvements millénaristes.

### Textes
- Lettre de Ptolémée à Flora (IIe siècle), trad., Cerf, coll. « Sources chrétiennes », 1966.
- Pistis Sophia (vers 330), trad. du copte E. Aménineau (1895), Archè, Milan, 1975.
- Jean-Pierre Mahé et Paul-Hubert Poirier : Écrits gnostiques. La bibliothèque de Nag Hammadi, Gallimard, coll. « Bibliothèque de la Pléiade », 1830 p., 2007. 48 traités : Prière de l’apôtre Paul, Épître apocryphe de Jacques, Évangile de la vérité, Traité sur la résurrection, Traité tripartite, Livre des secrets de Jean, Évangile selon Thomas, Évangile selon Philippe, L’Hypostase des archontes, Écrit sans titre, Exégèse de l’âme, Livre de Thomas, Livre sacré du Grand Esprit invisible, Eugnoste, La Sagesse de Jésus-Christ, Dialogue du Sauveur, Apocalypse de Paul, Apocalypses de Jacques, Apocalypse d’Adam, Actes de Pierre et des douze apôtres, Le Tonnerre, Intellect parfait, Enseignement d’autorité, L’Entendement de notre Grande Puissance, Extrait de « La République » de Platon, L’Ogdoade et l’Ennéade, Prière d’action de grâces, Extrait du « Discours parfait », Paraphrase de Sem, Deuxième traité du Grand Seth, Apocalypse de Pierre, Enseignements de Silvanos, Les Trois Stèles de Seth, Zostrien, Lettre de Pierre à Philippe, Melchisédek, Noréa, Témoignage véritable, Marsanès, Interprétation de la gnose, Exposé du mythe valentinien, Allogène, Hypsiphroné, Sentences de Sextus, Fragments de traités, La Pensée Première à la triple forme, Évangile selon Marie, Actes de Pierre.
- Écrits gnostiques. Codex de Berlin, trad. Michel Tardieu, Paris, Éditions du Cerf, 1984, 518 p. Y Figurent : Évangile selon Marie (Marie-Madeleine) (fin IIe siècle), Livre des secrets de Jean (vers 170).

### Sources patrologiques
- Irénée de Lyon, Contre les hérésies (188), Cerf, 1991, 749 p.
- Tertullien, Contre les Valentiniens (212), Cerf, 1980, 2 t.
- Hippolyte de Rome, Philosophoumena (en), ou Réfutation de toutes les hérésies (en) (vers 230), Archè, Milan, 1988, 249 p. ; Beya, Grez-Doiceau, 2019, 394 p.
- Épiphane de Salamine, Panarion. Pharmacie contre toutes les hérésies (374-378). Édition par Karl Holl, Panarion, Leipzig, J. C. Heinrichs, 1915-1933, t. 2 et 3. Traduction anglaise : The Panarion of Epiphanius of Salamis, par Frank Williams, Leyde, Brill, 1987-1994, 2 vol., XXX-359, XVIII-677 p.

### Études générales
(par ordre alphabétique)
- Jean Borella, Problèmes de gnose, l'Harmattan, 2007
- Jean Doresse, article « Le gnosticisme » dans Histoire des religions, Gallimard, coll. « Folio essais » 1972.
- Mircea Eliade, Histoire des religions et idées religieuses, t. II : De Gautama Bouddha au triomphe du christianisme, Payot, 1978, p. 353 sq.
- Hans Jonas, La Religion gnostique. Le message du Dieu étranger et les débuts du christianisme (1954), trad. L. Evrard, Flammarion, Paris, 1978.
- Hans Jonas, La gnose et l'esprit de l'Antiquité tardive. Histoire et méthodologie de la recherche (1934), trad. et prés. N. Frogneux, Mimesis, Milan, 2017.
- Wolfgang Kosack: Geschichte der Gnosis in Antike, Urchristentum und Islam. Texte, Bilder, Dokumente. 525 Seiten. Verlag Christoph Brunner, Basel 2014.  (ISBN 978-3-906206-06-6)
- Serge Hutin, Les gnostiques, PUF, coll. « Que sais-je ? », 1958
- Jacques Lacarrière, Les Gnostiques, Gallimard, collection « Idées », 1964.
- Bentley Layton, The Gnostic Sciptures, New York, Doubleday, 1987.
- Hans Leisegang, La Gnose (1924), trad. Payot, collection « Petite bibliothèque », 1951.
- Paul Mattei, Le christianisme antique de Jésus à Constantin, Paris, Armand Colin, 2008, 318 p. (ISBN 978-2-200-35123-6).
- Simon Claude Mimouni et Pierre Maraval, Le christianisme des origines à Constantin, Paris, Presses universitaires de France, coll. « Nouvelle Clio », 2007, 528 p. (ISBN 978-2-13-052877-7).
- Madeleine Scopello, Les gnostiques, éditions Fides, 1991, 125 p. (ISBN 978-2-204-04375-5, lire en ligne).
- Michel Tardieu, « Gnostiques » dans Dictionnaire de l'histoire du christianisme, Paris, Albin Michel, 2000, p. 453 et 463-474.

### Études spécialisées
- Alfaric, Prosper, « Gnostiques et gnosticisme », Revue de l'Histoire des religions, t. 93, p. 108-115 Paris, Ernest Leroux, 1926.
- Assaraf, Albert, L'Hérétique, Elicha ben Abouya ou l'autre absolu, Paris, Balland, 1991.
- Brakke, David, The Gnostics : myth, ritual, and diversity in early Christianity. Harvard University Press, 2010. Edition française : Les gnostiques : Mythe, rituel et diversité au temps du christianisme primitif Traduit de l’anglais par Marie Chuvin. Ed. Les Belles Lettres, 2019.
- Boyarin, Daniel, Border Lines The Partition of Judaeo-Christianity.
- Ioan P. Couliano, Les Gnoses dualistes d'Occident, Paris, Plon, 1990.
- Doresse, Jean, Les Livres secrets des gnostiques d'Égypte, Payot, 2004.
- Jean-Daniel Dubois, « Où en sont les problèmes du gnosticisme ? », Dialogues d'histoire ancienne, 1981, vol. 7, no 1, p. 273-296.
- Grant, Robert, traduit par J.H. Marrou. La Gnose et les origines chrétiennes, Seuil, 1964.
- Xavier Levieils, Contra Christianos : La critique sociale et religieuse du christianisme des origines au concile de Nicée, 45-325, Berlin, Walter de Gruyter, 2007, 548 p. (ISBN 978-3-11-019554-5, lire en ligne)
- Painchaud, Louis, La Bibliothèque copte de Nag Hammadi, in L'Étude de la religion au Québec : Bilan et prospective, sous la direction de Jean-Marc Larouche et Guy Ménard, Les Presses de l'Université Laval, 2001.
- Pagels, Elaine, Les Évangiles secrets, Gallimard, 1982, ré-édité 2006.
- Puech, Henri-Charles, En quête de la gnose, t. I : La gnose et le temps, Gallimard, 1978.
- Tardieu, Michel, et Dubois, Jean-Daniel, Introduction à la littérature gnostique, tome Ier : Collections retrouvées avant 1945, Éditions du Cerf et Éditions du CNRS, 1986, 152 p.
- Edwin M. Yamauchi, Pre-Christian Gnosticism : A Survey of the Proposed Evidences, Tyndale Press, 1983
- Michel Weber, Essai sur la gnose de Harvard. Whitehead apocryphe, Louvain-la-Neuve, Éditions Chromatika, 2011.

### Essais et romans
- Umberto Eco, Le pendule de Foucault (1988, trad. 1990).
- Jacques Lacarrière (écrivain), Les Gnostiques[64].